# Zen 2
Zen 2 ist eine Prozessor-Mikroarchitektur (x86-64) des Unternehmens AMD. Zen 2 ist nach Zen und dem Refresh Zen+ die zweite Generation der unter den Markennamen „Ryzen“ und „Epyc“ 2017 eingeführten Zen-Mikroarchitektur. Es wurde gegenüber Zen+ sowohl die Architektur verbessert als auch die Herstellungsprozesstechnologie (von 14 nm / 12 nm zu 7 / 12 nm auf 6 nm). AMD hat diese Prozessorgeneration im Juni 2019 auf der Computex in Taiwan vorgestellt.

## Beschreibung
Wie schon bei den Zen-1-Server bzw. -Hochleistungsprozessoren Epyc und Threadripper kommen Multi-Chip-Module zum Einsatz, diesmal auch bei den Ryzen-Arbeitsplatz-Prozessoren: Alle Ein-/Ausgabefunktionen sind in ein getrenntes E/A-„Chiplet“ (I/O-Die) ausgelagert, welches wie bisher in 12-nm-Prozesstechnologie (12LP, 12 nm Leading-Performance) bei Globalfoundries hergestellt wird. Die in 7-nm-Prozesstechnologie (N7) bei TSMC hergestellten CPU-Dies bestehen wie bei Zen-1-Zeppelin aus zwei Core-Complex-(„CCX“)-Bausteinen mit je vier Prozessorkernen und auf 16 MB vergrößertem L3-Cache. Die Verbindungen innerhalb der CCX sowie zum I/O-Die erfolgen wie bisher über die Infinity Fabric genannte serielle Hochleistungsverbindung. Der Verkauf der Ryzen-3000-Prozessoren (Codename „Matisse“) begann in Anspielung auf die 7-nm-Technologie am 7. Juli 2019. Ebenfalls im Juli sollen bereits Epyc-Serverprozessoren der Generation 2 (Codename „Rome“) ausgeliefert werden.
Sowohl Ryzen 3000 als auch Epyc Rome sind „sockelkompatibel“ zu den Vorgängern, passen also in Hauptplatinen für die Zen-1-Generation (AM4 bzw. SP3) und sind nach einem zuvor erfolgten BIOS-Update nutzbar. Offiziell sind A320-Boards nicht kompatibel mit Zen 2, allerdings haben viele Mainboard-Hersteller entsprechende BIOS-Updates veröffentlicht.  Sollen neue Funktionen wie PCIe Generation 4 genutzt werden, werden neue Hauptplatinen benötigt, AMD bietet für diesen Fall die neuen Chipsätze X570 und B550 an. ASUS prüfte Berichten zufolge zudem, auf 19 Boards der zweiten Generation (400er-Chipsätze) PCIe 4.0 für einzelne oder alle Lanes (entsprechend PCIe-Grafikslot ×8, PCIe-Grafikslot ×16 und/oder NVMe/M.2 ×4) zu aktivieren, nahm davon jedoch wieder Abstand.
Neuerungen gegenüber der ersten Generation sind:
- Unterstützung PCIe-Generation 4.0 (damit Verdoppelung der I/O-Bandbreite)
- Ryzen-Prozessoren mit bis zu 16 CPU-Kernen
- Verdoppelung der L3-Cache-Größe
- Erhöhung von zwei auf drei AGU-Einheiten (Address Generation Units)
- zwei AVX2-Ausführungseinheiten (SIMD-Einheiten mit 256 Bit Breite)
- bedingt durch das 7-nm-Fertigungsverfahren höhere Recheneffizienz (mehr Rechenkapazität je Watt Leistungsbedarf) und geringfügig höhere maximale Taktfrequenzen

In den Spielekonsolen PlayStation 5, Xbox Series X und Xbox Series S werden CPUs der Zen 2 Architektur verwendet.
Die nächste Generation, Zen 3, wurde am 8. Oktober 2020 per Livestream vorgestellt.

## Architektur
Ryzen-CPUs auf Basis der Zen 2 Mikroarchitektur profitieren, wie auch die Vorgängergeneration, besonders von schnellem Arbeitsspeicher, weil die Taktrate des „Infinity Fabric“ direkt vom Speichertakt abhängt. Schnellerer Arbeitsspeicher bedeutet dadurch auch schnelleren Datenaustausch zwischen zwei Core Complexes bzw. auch zwischen den Chiplets. Während Zen 2 für bis zu DDR4-3200 spezifiziert ist, liegt der Sweet-Spot zum Zeitpunkt der Veröffentlichung bei etwa DDR4-3600 bis DDR4-3733 – bei höherem Speichertakt wird Infinity Fabric in einen asynchronen Modus geschaltet, welches die Speicherlatenz erhöht und somit die Performance nachteilig beeinflusst. Erst mit deutlich höheren Taktraten um die DDR4-4800 wird dieser Nachteil wieder relativiert, wobei hier jedoch unverhältnismäßig hohe Kosten entstehen. Mit experimentellen Vorserien-Modellen von Gigabyte sind mit Ryzen 3000 CPUs auf Socket AM4 seit September 2019 unter Standardbedingungen (Luftkühlung) bis zu DDR4-5000 möglich.

## Desktop-CPUs

### Ryzen 3000 „Matisse“
Am 7. Juli 2019 erschienen zunächst fünf Prozessormodelle für AM4 mit 6 bis 12 Kernen, und der Ryzen 9 3950X mit 16 Kernen wurde für später im Jahr 2019 angekündigt. Im Oktober 2019 stellte AMD zwei weitere Modelle (vorerst) nur für OEMs bzw. den chinesischen Markt vor: Ryzen 9 3900 und Ryzen 5 3500X. Für den 21. Mai 2020 waren Ryzen 3 3300X und Ryzen 3 3100 angekündigt, am 7. Juli 2020 die XT-Modelle mit leicht erhöhtem Turbo-Takt. Die APUs der Zen-Architekturen gehören hingegen jeweils zur Vorgängergeneration, im Falle von Ryzen 3000 also zu Zen+, obwohl die Desktop-APUs Ryzen 5 3400G und Ryzen 3 3200G gemeinsam mit den oben genannten Zen-2-Prozessoren vorgestellt wurden (Mobile-APUs hingegen schon ein halbes Jahr zuvor).
| Marke \| Modell | Marke \| Modell | Preise bei Release * | Prozess     | Kerne/ Threads | Taktrate (GHz) | Taktrate (GHz) | Cache                                | Cache             | Cache | Sockel | PCIe | PCIe  | RAM    | RAM       | TDP   | Kühllösung (PIB)         |
| Marke \| Modell | Marke \| Modell | Preise bei Release * | Prozess     | Kerne/ Threads | Basis          | Boost          | L1                                   | L2                | L3    | Sockel | Gen  | Lanes | Größe  | Frequenz  | TDP   | Kühllösung (PIB)         |
| --------------- | --------------- | -------------------- | ----------- | -------------- | -------------- | -------------- | ------------------------------------ | ----------------- | ----- | ------ | ---- | ----- | ------ | --------- | ----- | ------------------------ |
| Ryzen 9         | 3950X           | $749                 | 7 nm FinFET | 16 / 32        | 3,5            | 4,7            | 32 KB instr. + 32 KB data (pro Kern) | 512 KB (pro Kern) | 64 MB | AM4    | 4.0  | 20    | 128 GB | DDR4–3200 | 105 W | N/A                      |
| Ryzen 9         | 3900XT          | $499                 | 7 nm FinFET | 12 / 24        | 3,8            | 4,7            | 32 KB instr. + 32 KB data (pro Kern) | 512 KB (pro Kern) | 64 MB | AM4    | 4.0  | 20    | 128 GB | DDR4–3200 | 105 W | N/A                      |
| Ryzen 9         | 3900X           | $499                 | 7 nm FinFET | 12 / 24        | 3,8            | 4,6            | 32 KB instr. + 32 KB data (pro Kern) | 512 KB (pro Kern) | 64 MB | AM4    | 4.0  | 20    | 128 GB | DDR4–3200 | 105 W | Wraith Prism mit RGB LED |
| Ryzen 9         | 3900            | OEM                  | 7 nm FinFET | 12 / 24        | 3,1            | 4,3            | 32 KB instr. + 32 KB data (pro Kern) | 512 KB (pro Kern) | 64 MB | AM4    | 4.0  | 20    | 128 GB | DDR4–3200 | 65 W  | N/A                      |
| Ryzen 7         | 3800XT          | $399                 | 7 nm FinFET | 8 / 16         | 3,9            | 4,7            | 32 KB instr. + 32 KB data (pro Kern) | 512 KB (pro Kern) | 32 MB | AM4    | 4.0  | 20    | 128 GB | DDR4–3200 | 105 W | N/A                      |
| Ryzen 7         | 3800X           | $399                 | 7 nm FinFET | 8 / 16         | 3,9            | 4,5            | 32 KB instr. + 32 KB data (pro Kern) | 512 KB (pro Kern) | 32 MB | AM4    | 4.0  | 20    | 128 GB | DDR4–3200 | 105 W | Wraith Prism mit RGB LED |
| Ryzen 7         | 3700X           | $329                 | 7 nm FinFET | 8 / 16         | 3,6            | 4,4            | 32 KB instr. + 32 KB data (pro Kern) | 512 KB (pro Kern) | 32 MB | AM4    | 4.0  | 20    | 128 GB | DDR4–3200 | 65 W  | Wraith Prism mit RGB LED |
| Ryzen 5         | 3600XT          | $249                 | 7 nm FinFET | 6 / 12         | 3,8            | 4,5            | 32 KB instr. + 32 KB data (pro Kern) | 512 KB (pro Kern) | 32 MB | AM4    | 4.0  | 20    | 128 GB | DDR4–3200 | 95 W  | Wraith Spire             |
| Ryzen 5         | 3600X           | $249                 | 7 nm FinFET | 6 / 12         | 3,8            | 4,4            | 32 KB instr. + 32 KB data (pro Kern) | 512 KB (pro Kern) | 32 MB | AM4    | 4.0  | 20    | 128 GB | DDR4–3200 | 95 W  | Wraith Spire             |
| Ryzen 5         | 3600            | $199                 | 7 nm FinFET | 6 / 12         | 3,6            | 4,2            | 32 KB instr. + 32 KB data (pro Kern) | 512 KB (pro Kern) | 32 MB | AM4    | 4.0  | 20    | 128 GB | DDR4–3200 | 65 W  | Wraith Stealth           |
| Ryzen 5         | 3500X           | China ¥1099          | 7 nm FinFET | 6 / 6          | 3,6            | 4,1            | 32 KB instr. + 32 KB data (pro Kern) | 512 KB (pro Kern) | 32 MB | AM4    | 4.0  | 20    | 128 GB | DDR4–3200 | 65 W  | Wraith Stealth           |
| Ryzen 5         | 3500            | OEM                  | 7 nm FinFET | 6 / 6          | 3,6            | 4,1            | 32 KB instr. + 32 KB data (pro Kern) | 512 KB (pro Kern) | 16 MB | AM4    | 4.0  | 20    | 128 GB | DDR4–3200 | 65 W  | N/A                      |
| Ryzen 3         | 3300X           | $119                 | 7 nm FinFET | 4 / 8          | 3,8            | 4,3            | 32 KB instr. + 32 KB data (pro Kern) | 512 KB (pro Kern) | 16 MB | AM4    | 4.0  | 20    | 128 GB | DDR4–3200 | 65 W  | N/A                      |
| Ryzen 3         | 3100            | $99                  | 7 nm FinFET | 4 / 8          | 3,6            | 3,9            | 32 KB instr. + 32 KB data (pro Kern) | 512 KB (pro Kern) | 16 MB | AM4    | 4.0  | 20    | 128 GB | DDR4–3200 | 65 W  | Wraith Stealth           |

## Desktop-APUs

### Ryzen 4000G „Renoir“
Am 21. Juli 2020 wurden die Zen-2-Desktop-APUs vorgestellt, darunter erstmals ein Ryzen 7. Es handelt sich bei allen bis auf Weiteres ausschließlich um OEM-Produkte, die erst später von Endkunden erhältlich sein sollen. PCIe 4.0 wird nicht unterstützt. Neben den aufgeführten Produkten gibt es wie bei den meisten vorherigen APUs alle Modelle auch mit Business-Features. Sie sind am Infix „PRO“ und einer um 50 erhöhten Zahl erkennbar, allerdings hinsichtlich aller Werte in der Tabelle identisch (außer dass AMD für den Ryzen 7 PRO 4750GE einen Grafiktakt von 2.100 MHz angibt).
| Marke \| Modell | Marke \| Modell | Preise bei Release * | Prozess     | Kerne/ Threads | Taktrate (GHz) | Taktrate (GHz) | Cache                                | Cache             | Cache | Sockel | PCIe | PCIe  | GPU             | GPU   | GPU     | RAM    | RAM       | TDP  |
| Marke \| Modell | Marke \| Modell | Preise bei Release * | Prozess     | Kerne/ Threads | Basis          | Boost          | L1                                   | L2                | L3    | Sockel | Gen  | Lanes | Modell          | Kerne | Takt    | Größe  | Frequenz  | TDP  |
| --------------- | --------------- | -------------------- | ----------- | -------------- | -------------- | -------------- | ------------------------------------ | ----------------- | ----- | ------ | ---- | ----- | --------------- | ----- | ------- | ------ | --------- | ---- |
| Ryzen 7         | 4700G           | OEM                  | 7 nm FinFET | 8 / 16         | 3,6            | 4,4            | 32 KB instr. + 32 KB data (pro Kern) | 512 KB (pro Kern) | 8 MB  | AM4    | 3.0  | 20    | Radeon Graphics | 8     | 2,1 GHz | 128 GB | DDR4–3200 | 65 W |
| Ryzen 7         | 4700GE          | OEM                  | 7 nm FinFET | 8 / 16         | 3,1            | 4,3            | 32 KB instr. + 32 KB data (pro Kern) | 512 KB (pro Kern) | 8 MB  | AM4    | 3.0  | 20    | Radeon Graphics | 8     | 2,0 GHz | 128 GB | DDR4–3200 | 35 W |
| Ryzen 5         | 4600G           | $154                 | 7 nm FinFET | 6 / 12         | 3,7            | 4,2            | 32 KB instr. + 32 KB data (pro Kern) | 512 KB (pro Kern) | 8 MB  | AM4    | 3.0  | 20    | Radeon Graphics | 7     | 1,9 GHz | 128 GB | DDR4–3200 | 65 W |
| Ryzen 5         | 4600GE          | OEM                  | 7 nm FinFET | 6 / 12         | 3,3            | 4,2            | 32 KB instr. + 32 KB data (pro Kern) | 512 KB (pro Kern) | 8 MB  | AM4    | 3.0  | 20    | Radeon Graphics | 7     | 1,9 GHz | 128 GB | DDR4–3200 | 35 W |
| Ryzen 3         | 4300G           | OEM                  | 7 nm FinFET | 4 / 8          | 3,8            | 4,0            | 32 KB instr. + 32 KB data (pro Kern) | 512 KB (pro Kern) | 4 MB  | AM4    | 3.0  | 20    | Radeon Graphics | 6     | 1,7 GHz | 128 GB | DDR4–3200 | 65 W |
| Ryzen 3         | 4300GE          | OEM                  | 7 nm FinFET | 4 / 8          | 3,5            | 4,0            | 32 KB instr. + 32 KB data (pro Kern) | 512 KB (pro Kern) | 4 MB  | AM4    | 3.0  | 20    | Radeon Graphics | 6     | 1,7 GHz | 128 GB | DDR4–3200 | 35 W |

## Mobil-APUs

### Ryzen 4000U / 4000H „Renoir“
Auf der CES 2020 im Januar kündigte AMD den Nachfolger der Ryzen (Generation 1) 3000 Mobilprozessoren an. Ryzen 3000 wird im 12-nm+-Prozess bei Globalfoundries hergestellt, Ryzen 4000 (Codename Renoir) bei TSMC im 7-nm-Prozess. Dies ermöglicht es in der 4000er Baureihe bis zu 8 CPU-Kerne auf ca. 150 mm² unterzubringen. Der 7-nm-Prozess ermöglicht auch die Steigerung der Recheneffizienz (Rechenleistung / Watt) um einen Faktor 2. Ebenso ist bei diesen Prozessoren eine Grafikbeschleunigereinheit integriert (iGPU), so dass die ganze Packung dem Accelerated Processing Unit oder AMD-Fusion-Konzept angehört. Die APUs erscheinen als U-Varianten mit 15 Watt TDP für sehr effiziente und leichte Notebooks und H-Varianten mit 45 Watt TDP für Gaming-Notebooks. Im Vergleich zur Vorgängergeneration hat sich die Anzahl der Grafik-Compute-Units nicht erhöht, sondern ist sogar gesunken. Allerdings haben sich die Leistungsfähigkeit und die Taktfrequenz der einzelnen Units erhöht, sodass insgesamt eine moderate Leistungssteigerung zur Vorgängergeneration vorliegt. Die Grafikkerne gehören noch zur Vega-Generation, die APUs unterstützen PCIe Version 3.0. Es werden schnellere Hauptspeichermodule nach DDR4-3200 oder LPDDR4X-4266 Spezifikation unterstützt.
Am 16. März 2020 stellte AMD zwei weitere Modelle vor: Ryzen 9 4900H sowie Ryzen 9 4900HS.
| Marke \| Modell | Marke \| Modell | Prozess     | Kerne/ Threads | Taktrate (GHz) | Taktrate (GHz) | Cache                                | Cache             | Cache | Sockel | PCIe | PCIe  | GPU             | GPU   | GPU      | RAM                            | RAM                        | TDP  |
| Marke \| Modell | Marke \| Modell | Prozess     | Kerne/ Threads | Basis          | Boost          | L1                                   | L2                | L3    | Sockel | Gen  | Lanes | Modell          | Kerne | Takt     | Größe                          | Frequenz                   | TDP  |
| --------------- | --------------- | ----------- | -------------- | -------------- | -------------- | ------------------------------------ | ----------------- | ----- | ------ | ---- | ----- | --------------- | ----- | -------- | ------------------------------ | -------------------------- | ---- |
| Ryzen 9         | 4900H           | 7 nm FinFET | 8 / 16         | 3,3            | 4,4            | 32 KB instr. + 32 KB data (pro Kern) | 512 KB (pro Kern) | 8 MB  | FP6    | 3.0  | 16    | Radeon Graphics | 8     | 1,75 GHz | DDR4: 64 GB oder LPDDR4: 32 GB | DDR4–3200 oder LPDDR4–4266 | 45 W |
| Ryzen 9         | 4900HS          | 7 nm FinFET | 8 / 16         | 3,0            | 4,3            | 32 KB instr. + 32 KB data (pro Kern) | 512 KB (pro Kern) | 8 MB  | FP6    | 3.0  | 16    | Radeon Graphics | 8     | 1,75 GHz | DDR4: 64 GB oder LPDDR4: 32 GB | DDR4–3200 oder LPDDR4–4266 | 35 W |
| Ryzen 7         | 4800H           | 7 nm FinFET | 8 / 16         | 2,9            | 4,2            | 32 KB instr. + 32 KB data (pro Kern) | 512 KB (pro Kern) | 8 MB  | FP6    | 3.0  | 16    | Radeon Graphics | 7     | 1,60 GHz | DDR4: 64 GB oder LPDDR4: 32 GB | DDR4–3200 oder LPDDR4–4266 | 45 W |
| Ryzen 7         | 4800HS          | 7 nm FinFET | 8 / 16         | 2,9            | 4,2            | 32 KB instr. + 32 KB data (pro Kern) | 512 KB (pro Kern) | 8 MB  | FP6    | 3.0  | 16    | Radeon Graphics | 7     | 1,60 GHz | DDR4: 64 GB oder LPDDR4: 32 GB | DDR4–3200 oder LPDDR4–4266 | 35 W |
| Ryzen 7         | 4800U           | 7 nm FinFET | 8 / 16         | 1,8            | 4,2            | 32 KB instr. + 32 KB data (pro Kern) | 512 KB (pro Kern) | 8 MB  | FP6    | 3.0  | 16    | Radeon Graphics | 8     | 1,75 GHz | DDR4: 64 GB oder LPDDR4: 32 GB | DDR4–3200 oder LPDDR4–4266 | 15 W |
| Ryzen 7         | 4700U           | 7 nm FinFET | 8 / 8          | 2,0            | 4,1            | 32 KB instr. + 32 KB data (pro Kern) | 512 KB (pro Kern) | 8 MB  | FP6    | 3.0  | 16    | Radeon Graphics | 7     | 1,60 GHz | DDR4: 64 GB oder LPDDR4: 32 GB | DDR4–3200 oder LPDDR4–4266 | 15 W |
| Ryzen 5         | 4600HS          | 7 nm FinFET | 6 / 12         | 3,0            | 4,0            | 32 KB instr. + 32 KB data (pro Kern) | 512 KB (pro Kern) | 8 MB  | FP6    | 3.0  | 16    | Radeon Graphics | 6     | 1,50 GHz | DDR4: 64 GB oder LPDDR4: 32 GB | DDR4–3200 oder LPDDR4–4266 | 35 W |
| Ryzen 5         | 4600H           | 7 nm FinFET | 6 / 12         | 3,0            | 4,0            | 32 KB instr. + 32 KB data (pro Kern) | 512 KB (pro Kern) | 8 MB  | FP6    | 3.0  | 16    | Radeon Graphics | 6     | 1,50 GHz | DDR4: 64 GB oder LPDDR4: 32 GB | DDR4–3200 oder LPDDR4–4266 | 45 W |
| Ryzen 5         | 4600U           | 7 nm FinFET | 6 / 12         | 2,1            | 4,0            | 32 KB instr. + 32 KB data (pro Kern) | 512 KB (pro Kern) | 8 MB  | FP6    | 3.0  | 16    | Radeon Graphics | 6     | 1,50 GHz | DDR4: 64 GB oder LPDDR4: 32 GB | DDR4–3200 oder LPDDR4–4266 | 15 W |
| Ryzen 5         | 4500U           | 7 nm FinFET | 6 / 6          | 2,3            | 4,0            | 32 KB instr. + 32 KB data (pro Kern) | 512 KB (pro Kern) | 8 MB  | FP6    | 3.0  | 16    | Radeon Graphics | 6     | 1,50 GHz | DDR4: 64 GB oder LPDDR4: 32 GB | DDR4–3200 oder LPDDR4–4266 | 15 W |
| Ryzen 3         | 4300U           | 7 nm FinFET | 4 / 4          | 2,7            | 3,7            | 32 KB instr. + 32 KB data (pro Kern) | 512 KB (pro Kern) | 4 MB  | FP6    | 3.0  | 16    | Radeon Graphics | 5     | 1,40 GHz | DDR4: 64 GB oder LPDDR4: 32 GB | DDR4–3200 oder LPDDR4–4266 | 15 W |

### Ryzen 5000U „Lucienne“
Am 12. Januar 2021 stellte AMD die Ryzen-Notebook-CPUs der Zen-3-Reihe vor. Darunter waren aber unter dem Namen Lucienne auch drei Neuauflagen von Renoir, die somit zu Zen 2 gehören:
| Marke \| Modell | Marke \| Modell | Prozess     | Kerne/ Threads | Taktrate (GHz) | Taktrate (GHz) | Cache                                | Cache             | Cache | Sockel | PCIe | PCIe  | GPU             | GPU   | GPU     | RAM   | RAM                        | TDP  |
| Marke \| Modell | Marke \| Modell | Prozess     | Kerne/ Threads | Basis          | Boost          | L1                                   | L2                | L3    | Sockel | Gen  | Lanes | Modell          | Kerne | Takt    | Größe | Frequenz                   | TDP  |
| --------------- | --------------- | ----------- | -------------- | -------------- | -------------- | ------------------------------------ | ----------------- | ----- | ------ | ---- | ----- | --------------- | ----- | ------- | ----- | -------------------------- | ---- |
| Ryzen 7         | 5700U           | 7 nm FinFET | 8 / 16         | 1,8            | 4,3            | 32 KB instr. + 32 KB data (pro Kern) | 512 KB (pro Kern) | 8 MB  | FP6    | 3.0  | 16    | Radeon Graphics | 8     | 1,9 GHz | 16 GB | DDR4–3200 oder LPDDR4–4266 | 15 W |
| Ryzen 5         | 5500U           | 7 nm FinFET | 6 / 12         | 2,1            | 4,0            | 32 KB instr. + 32 KB data (pro Kern) | 512 KB (pro Kern) | 8 MB  | FP6    | 3.0  | 16    | Radeon Graphics | 7     | 1,8 GHz | 16 GB | DDR4–3200 oder LPDDR4–4266 | 15 W |
| Ryzen 3         | 5300U           | 7 nm FinFET | 4 / 8          | 2,6            | 3,8            | 32 KB instr. + 32 KB data (pro Kern) | 512 KB (pro Kern) | 4 MB  | FP6    | 3.0  | 16    | Radeon Graphics | 6     | 1,5 GHz | 16 GB | DDR4–3200 oder LPDDR4–4266 | 15 W |

### Ryzen 7020U „Mendocino“
Am 20. September 2022 stellte AMD die Ryzen-Notebook-CPUs der Zen-3+-Reihe vor. Darunter waren aber unter dem Namen Mendocino auch drei Neuauflagen von Zen-2 mit  RDNA2 Grafikeinheit. Die APUs sind für das Niedrigpreissegment vorgesehen. Die Produktion erfolgt im 6 nm Fertigungsverfahren und die CPUs unterstützen nur LPDDR5.
| Marke \| Modell | Marke \| Modell | Prozess     | Kerne/ Threads | Taktrate (GHz) | Taktrate (GHz) | Cache                                | Cache             | Cache | Sockel | PCIe | PCIe  | GPU        | GPU   | GPU     | RAM   | RAM         | TDP  |
| Marke \| Modell | Marke \| Modell | Prozess     | Kerne/ Threads | Basis          | Boost          | L1                                   | L2                | L3    | Sockel | Gen  | Lanes | Modell     | Kerne | Takt    | Größe | Frequenz    | TDP  |
| --------------- | --------------- | ----------- | -------------- | -------------- | -------------- | ------------------------------------ | ----------------- | ----- | ------ | ---- | ----- | ---------- | ----- | ------- | ----- | ----------- | ---- |
| Ryzen 5         | 7520U           | 6 nm FinFET | 4 / 8          | 2,8            | 4,3            | 32 KB instr. + 32 KB data (pro Kern) | 512 KB (pro Kern) | 4 MB  | FT6    | 3.0  | 4     | RDNA2 610M | 2     | 1,9 GHz | 16 GB | LPDDR5–5500 | 15 W |
| Ryzen 3         | 7320U           | 6 nm FinFET | 4 / 8          | 2,4            | 4,1            | 32 KB instr. + 32 KB data (pro Kern) | 512 KB (pro Kern) | 4 MB  | FT6    | 3.0  | 4     | RDNA2 610M | 2     | 1,9 GHz | 16 GB | LPDDR5–5500 | 15 W |

## Server-CPUs

### Epyc Generation 2 „Rome“
Der Codenamen für diese Server-CPU ist Rome. Erstmals wurde die CPU auf der Computex 2019 im Mai vorgestellt, der Erscheinungstermin ist der 7. August 2019. AMD produziert hier wie in Generation 1 schon ein Multi-Chip-Modul (MCM), dieses besteht nun aus einem Ein-/Ausgabe Chip in 14-nm-Technik von Globalfoundries produziert und 8 CPU-Chips mit je 2 vierfach-CoreComplex-Chips in 7-nm-Technik von TSMC produziert. Epyc-Rome kommt somit auf maximal 64 CPU-Kerne. Unverändert gegenüber Zeppelin/Generation 1 hat die CPU 8 DDR4-Hauptspeicherkanäle, die jetzt aber alle vom Ein-/Ausgabe-Chip angebunden werden, die NUMA-Konstellation wird somit deutlich einfacher gegenüber Zeppelin. AMD produziert Varianten für Ein- oder Zwei-Sockel-Systeme, so dass Systeme mit bis zu 128 CPU-Kernen aufgebaut werden können.

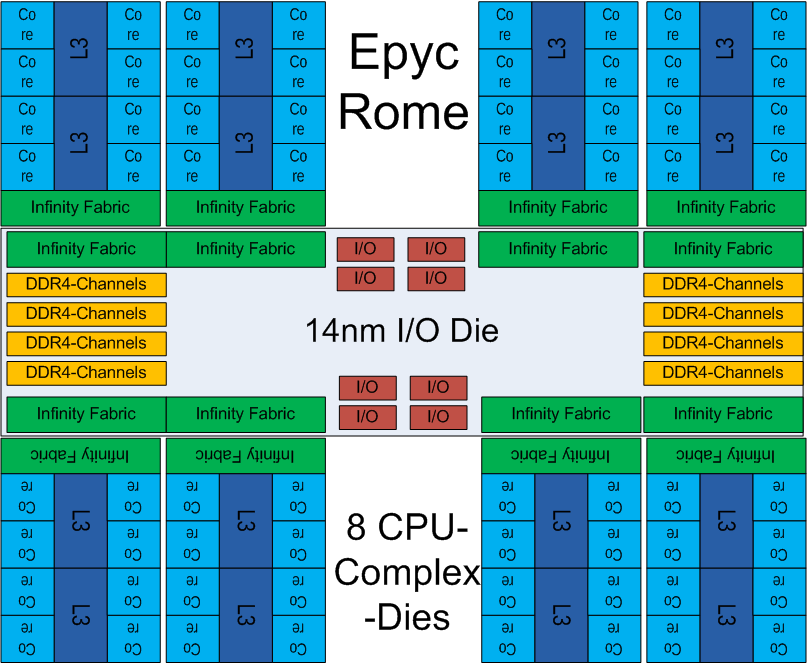
Aufbau des Multi-Chip-Moduls von Epyc Rome

Die CPU kann mit bis zu 4 Terabyte Hauptspeicher ausgestattet werden (128 GB DIMMs), ein oder zwei-Sockelsysteme haben 128 Lanes PCIe 4.0 für Ein-/Ausgabezwecke zur Verfügung. AMD-Epyc-Rome konkurriert vor allem mit Intel Xeon (Cascade Lake).
Während die ersten Generation der Epyc-CPUs die Performance-Werte der im Serverumfeld dominierenden Intel Xeon – Skylake – Scalable Processors erreichte oder nur knapp übertraf, hat die Epyc-Rome-CPU bis auf einige Funktionen (z. B. keine persistenten Speichermodule, keine AVX512-Maschinenbefehle) nun teilweise erhebliche Leistungsvorsprünge gegenüber Intels Cascade Lake – Scalable Processors
Modelle Epyc 7002
Epyc-Modellnummern der 2. Generation enden auf die Ziffer „2“, Modellnummern, die ein „P“ angehängt haben, sind nur für Ein-Sockel-Systeme geeignet, die anderen für Ein- oder Zwei-Sockelsysteme. Ein H an zweiter Stelle steht für Modelle mit erhöhter TDP für höheren Basistakt, F für Systeme mit besonders hoher Taktfrequenz und mehr Cache auf Kosten der TDP. Es werden Varianten mit 8 bis 64 CPU-Kernen angeboten. AMD bestückt das Multi-Chip-Modul nicht immer mit 8 CPU-Chiplets, sondern meist mit der gerade benötigten Anzahl. Dabei tritt der Effekt auf, dass bei nur 2 CPU-Chiplets die Speicherbandbreite aufgrund der wenigen Verbindungen von den 8 DDR4-Kanälen zu den nur 2 CPU-Modulen sinkt. Einzelne Modelle sind mit mehr als der minimal notwendigen Anzahl Chiplets bestückt, um mehr Cache pro CPU-Kern anzubieten.
| Name  | Preise bei Release * | Prozess     | Kerne/ Threads | CCD x Kerne a | Taktrate (GHz) | Taktrate (GHz) | Cache                                | Cache             | Cache  | Sockel/ Konfiguration | PCIe | PCIe  | RAM   | RAM       | TDP   |
| Name  | Preise bei Release * | Prozess     | Kerne/ Threads | CCD x Kerne a | Basis          | Boost          | L1                                   | L2                | L3     | Sockel/ Konfiguration | Gen  | Lanes | Größe | Frequenz  | TDP   |
| ----- | -------------------- | ----------- | -------------- | ------------- | -------------- | -------------- | ------------------------------------ | ----------------- | ------ | --------------------- | ---- | ----- | ----- | --------- | ----- |
| 7H12  | ?                    | 7 nm FinFET | 64 / 128       | 16 × 4        | 2,6            | 3,3            | 32 KB instr. + 32 KB data (pro Kern) | 512 KB (pro Kern) | 256 MB | SP3 / 2P              | 4.0  | 128   | 8 TB  | DDR4–3200 | 280 W |
| 7742  | $6950                | 7 nm FinFET | 64 / 128       | 16 × 4        | 2,25           | 3,4            | 32 KB instr. + 32 KB data (pro Kern) | 512 KB (pro Kern) | 256 MB | SP3 / 2P              | 4.0  | 128   | 8 TB  | DDR4–3200 | 225 W |
| 7702  | $6450                | 7 nm FinFET | 64 / 128       | 16 × 4        | 2,0            | 3,35           | 32 KB instr. + 32 KB data (pro Kern) | 512 KB (pro Kern) | 256 MB | SP3 / 2P              | 4.0  | 128   | 8 TB  | DDR4–3200 | 200 W |
| 7702P | $4425                | 7 nm FinFET | 64 / 128       | 16 × 4        | 2,0            | 3,35           | 32 KB instr. + 32 KB data (pro Kern) | 512 KB (pro Kern) | 256 MB | SP3 / 1P              | 4.0  | 128   | 4 TB  | DDR4–3200 | 200 W |
| 7662  | $6150                | 7 nm FinFET | 64 / 128       | 16 × 4        | 2,0            | 3,3            | 32 KB instr. + 32 KB data (pro Kern) | 512 KB (pro Kern) | 256 MB | SP3 / 2P              | 4.0  | 128   | 8 TB  | DDR4–3200 | 225 W |
| 7642  | $4775                | 7 nm FinFET | 48 / 96        | 16 × 3        | 2,3            | 3,3            | 32 KB instr. + 32 KB data (pro Kern) | 512 KB (pro Kern) | 256 MB | SP3 / 2P              | 4.0  | 128   | 8 TB  | DDR4–3200 | 225 W |
| 7552  | $4025                | 7 nm FinFET | 48 / 96        | 12 × 4        | 2,2            | 3,3            | 32 KB instr. + 32 KB data (pro Kern) | 512 KB (pro Kern) | 192 MB | SP3 / 2P              | 4.0  | 128   | 8 TB  | DDR4–3200 | 200 W |
| 7542  | $3400                | 7 nm FinFET | 32 / 64        | 8 × 4         | 2,9            | 3,4            | 32 KB instr. + 32 KB data (pro Kern) | 512 KB (pro Kern) | 128 MB | SP3 / 2P              | 4.0  | 128   | 8 TB  | DDR4–3200 | 225 W |
| 7532  | $3350                | 7 nm FinFET | 32 / 64        | 16 × 2        | 2,4            | 3,3            | 32 KB instr. + 32 KB data (pro Kern) | 512 KB (pro Kern) | 256 MB | SP3 / 2P              | 4.0  | 128   | 8 TB  | DDR4–3200 | 200 W |
| 7502  | $2600                | 7 nm FinFET | 32 / 64        | 8 × 4         | 2,5            | 3,35           | 32 KB instr. + 32 KB data (pro Kern) | 512 KB (pro Kern) | 128 MB | SP3 / 2P              | 4.0  | 128   | 8 TB  | DDR4–3200 | 180 W |
| 7502P | $2300                | 7 nm FinFET | 32 / 64        | 8 × 4         | 2,5            | 3,35           | 32 KB instr. + 32 KB data (pro Kern) | 512 KB (pro Kern) | 128 MB | SP3 / 1P              | 4.0  | 128   | 4 TB  | DDR4–3200 | 180 W |
| 7452  | $2025                | 7 nm FinFET | 32 / 64        | 8 × 4         | 2,35           | 3,35           | 32 KB instr. + 32 KB data (pro Kern) | 512 KB (pro Kern) | 128 MB | SP3 / 2P              | 4.0  | 128   | 8 TB  | DDR4–3200 | 155 W |
| 7F72  | $2450                | 7 nm FinFET | 24 / 48        | 12 × 2        | 3,2            | 3,7            | 32 KB instr. + 32 KB data (pro Kern) | 512 KB (pro Kern) | 192 MB | SP3 / 2P              | 4.0  | 128   | 8 TB  | DDR4–3200 | 240 W |
| 7402  | $1783                | 7 nm FinFET | 24 / 48        | 8 × 3         | 2,8            | 3,35           | 32 KB instr. + 32 KB data (pro Kern) | 512 KB (pro Kern) | 128 MB | SP3 / 2P              | 4.0  | 128   | 8 TB  | DDR4–3200 | 180 W |
| 7402P | $1250                | 7 nm FinFET | 24 / 48        | 8 × 3         | 2,8            | 3,35           | 32 KB instr. + 32 KB data (pro Kern) | 512 KB (pro Kern) | 128 MB | SP3 / 1P              | 4.0  | 128   | 4 TB  | DDR4–3200 | 180 W |
| 7352  | $1350                | 7 nm FinFET | 24 / 48        | 8 × 3         | 2,3            | 3,2            | 32 KB instr. + 32 KB data (pro Kern) | 512 KB (pro Kern) | 128 MB | SP3 / 2P              | 4.0  | 128   | 8 TB  | DDR4–3200 | 155 W |
| 7F52  | $3100                | 7 nm FinFET | 16 / 32        | 16 × 1        | 3,5            | 3,9            | 32 KB instr. + 32 KB data (pro Kern) | 512 KB (pro Kern) | 256 MB | SP3 / 2P              | 4.0  | 128   | 8 TB  | DDR4–3200 | 240 W |
| 7302  | $978                 | 7 nm FinFET | 16 / 32        | 8 × 2         | 3,0            | 3,3            | 32 KB instr. + 32 KB data (pro Kern) | 512 KB (pro Kern) | 128 MB | SP3 / 2P              | 4.0  | 128   | 8 TB  | DDR4–3200 | 155 W |
| 7302P | $825                 | 7 nm FinFET | 16 / 32        | 8 × 2         | 3,0            | 3,3            | 32 KB instr. + 32 KB data (pro Kern) | 512 KB (pro Kern) | 128 MB | SP3 / 1P              | 4.0  | 128   | 4 TB  | DDR4–3200 | 155 W |
| 7282  | $650                 | 7 nm FinFET | 16 / 32        | 4 × 4         | 2,8            | 3,2            | 32 KB instr. + 32 KB data (pro Kern) | 512 KB (pro Kern) | 64 MB  | SP3 / 2P              | 4.0  | 128   | 8 TB  | DDR4–3200 | 120 W |
| 7272  | $625                 | 7 nm FinFET | 12 / 24        | 4 × 3         | 2,9            | 3,2            | 32 KB instr. + 32 KB data (pro Kern) | 512 KB (pro Kern) | 64 MB  | SP3 / 2P              | 4.0  | 128   | 8 TB  | DDR4–3200 | 120 W |
| 7F32  | $2100                | 7 nm FinFET | 8 / 16         | 8 × 1         | 3,7            | 3,9            | 32 KB instr. + 32 KB data (pro Kern) | 512 KB (pro Kern) | 128 MB | SP3 / 2P              | 4.0  | 128   | 8 TB  | DDR4–3200 | 180 W |
| 7262  | $575                 | 7 nm FinFET | 8 / 16         | 8 × 1         | 3,2            | 3,4            | 32 KB instr. + 32 KB data (pro Kern) | 512 KB (pro Kern) | 128 MB | SP3 / 2P              | 4.0  | 128   | 8 TB  | DDR4–3200 | 155 W |
| 7252  | $475                 | 7 nm FinFET | 8 / 16         | 4 × 2         | 3,1            | 3,2            | 32 KB instr. + 32 KB data (pro Kern) | 512 KB (pro Kern) | 64 MB  | SP3 / 2P              | 4.0  | 128   | 8 TB  | DDR4–3200 | 120 W |
| 7232P | $450                 | 7 nm FinFET | 8 / 16         | 4 × 2         | 3,1            | 3,2            | 32 KB instr. + 32 KB data (pro Kern) | 512 KB (pro Kern) | 32 MB  | SP3 / 1P              | 4.0  | 128   | 4 TB  | DDR4–3200 | 120 W |

## Workstation-CPUs

### Threadripper 3000 „Castle Peak“
Am 7. November 2019 stellte AMD zwei CPUs der Threadripper Reihe basierend auf Zen 2 vor. Diese Threadripper 3000 CPUs sind für den Sockel sTRX4 gebaut, der zwar mechanisch, aber nicht elektrisch mit dem Sockel TR4 der Threadripper 1000- und 2000-Baureihe kompatibel ist. Ebenso kommt ein neuer Chipsatz, genannt TRX40 mit 88 PCIe 4.0 Lanes (davon 72 verfügbar) zum Einsatz. Es werden also neue Hauptplatinen benötigt, und Threadripper-Systeme der ersten Zen-Generation können nicht mit diesen CPUs aufgerüstet werden. Die CPUs führen im Unterschied zu Epyc nur vier DDR4-Hauptspeicherkanäle nach außen, unterstützten aber ebenso ECC-Speichermodule. Der TR 3990X mit 64 Kernen folgte im Februar 2020.
| Marke \| Modell    | Marke \| Modell | Preise bei Release * | Prozess     | Kerne/ Threads | Taktrate (GHz) | Taktrate (GHz) | Cache                                | Cache             | Cache  | Sockel | PCIe | PCIe  | RAM    | RAM                      | TDP   |
| Marke \| Modell    | Marke \| Modell | Preise bei Release * | Prozess     | Kerne/ Threads | Basis          | Boost          | L1                                   | L2                | L3     | Sockel | Gen  | Lanes | Größe  | Frequenz                 | TDP   |
| ------------------ | --------------- | -------------------- | ----------- | -------------- | -------------- | -------------- | ------------------------------------ | ----------------- | ------ | ------ | ---- | ----- | ------ | ------------------------ | ----- |
| Ryzen Threadripper | 3990X           | $3990                | 7 nm FinFET | 64 / 128       | 2,9            | 4,3            | 32 KB instr. + 32 KB data (pro Kern) | 512 KB (pro Kern) | 256 MB | sTRX4  | 4.0  | 56    | 256 GB | DDR4–3200 (quad-channel) | 280 W |
| Ryzen Threadripper | 3970X           | $1999                | 7 nm FinFET | 32 / 64        | 3,7            | 4,5            | 32 KB instr. + 32 KB data (pro Kern) | 512 KB (pro Kern) | 128 MB | sTRX4  | 4.0  | 56    | 256 GB | DDR4–3200 (quad-channel) | 280 W |
| Ryzen Threadripper | 3960X           | $1399                | 7 nm FinFET | 24 / 48        | 3,8            | 4,5            | 32 KB instr. + 32 KB data (pro Kern) | 512 KB (pro Kern) | 128 MB | sTRX4  | 4.0  | 56    | 256 GB | DDR4–3200 (quad-channel) | 280 W |

### Threadripper PRO 3000
Am 14. Juli 2020 veröffentlichte AMD Informationen zu den Threadripper-PRO-CPUs. Diese CPUs sind bisher ausschließlich für den OEM-Markt gedacht, werden aber laut AMD im März 2021 auch für den Consumermarkt erscheinen. Sie verwenden den Sockel sWRX8 mit 8 Speicherkanälen. Die CPUs unterstützen ECC (auch RDIMMS und LRDIMMs), verfügen über 128 PCIe 4.0 Lanes und sind technisch stark mit den EPYC-CPUs verwandt. Allerdings werden im Gegensatz zu den EPYC nur 2 TB RAM unterstützt und die Plattform ist nur für Systeme mit einem Sockel geeignet.
| Marke \| Modell        | Marke \| Modell | Prozess     | Kerne/ Threads | Taktrate (GHz) | Taktrate (GHz) | Cache                                | Cache             | Cache  | Sockel | PCIe | PCIe  | RAM   | RAM                      | TDP   |
| Marke \| Modell        | Marke \| Modell | Prozess     | Kerne/ Threads | Basis          | Boost          | L1                                   | L2                | L3     | Sockel | Gen  | Lanes | Größe | Frequenz                 | TDP   |
| ---------------------- | --------------- | ----------- | -------------- | -------------- | -------------- | ------------------------------------ | ----------------- | ------ | ------ | ---- | ----- | ----- | ------------------------ | ----- |
| Ryzen Threadripper PRO | 3995WX          | 7 nm FinFET | 64 / 128       | 2,7            | 4,2            | 32 KB instr. + 32 KB data (pro Kern) | 512 KB (pro Kern) | 256 MB | sWRX8  | 4.0  | 128   | 2 TB  | DDR4–3200 (octa-channel) | 280 W |
| Ryzen Threadripper PRO | 3975WX          | 7 nm FinFET | 32 / 64        | 3,5            | 4,2            | 32 KB instr. + 32 KB data (pro Kern) | 512 KB (pro Kern) | 128 MB | sWRX8  | 4.0  | 128   | 2 TB  | DDR4–3200 (octa-channel) | 280 W |
| Ryzen Threadripper PRO | 3955WX          | 7 nm FinFET | 16 / 32        | 3,9            | 4,3            | 32 KB instr. + 32 KB data (pro Kern) | 512 KB (pro Kern) | 64 MB  | sWRX8  | 4.0  | 128   | 2 TB  | DDR4–3200 (octa-channel) | 280 W |
| Ryzen Threadripper PRO | 3945WX          | 7 nm FinFET | 12 / 24        | 4,0            | 4,3            | 32 KB instr. + 32 KB data (pro Kern) | 512 KB (pro Kern) | 64 MB  | sWRX8  | 4.0  | 128   | 2 TB  | DDR4–3200 (octa-channel) | 280 W |

## Embedded-APUs

### Ryzen Embedded V2000
| Marke \| Modell | Marke \| Modell | Prozess     | Kerne/ Threads | Taktrate (GHz) | Taktrate (GHz) | Cache             | Cache | Sockel | PCIe | PCIe  | GPU             | GPU   | GPU     | RAM   | RAM       | TDP     |
| Marke \| Modell | Marke \| Modell | Prozess     | Kerne/ Threads | Basis          | Boost          | L2                | L3    | Sockel | Gen  | Lanes | Modell          | Kerne | Takt    | Größe | Frequenz  | TDP     |
| --------------- | --------------- | ----------- | -------------- | -------------- | -------------- | ----------------- | ----- | ------ | ---- | ----- | --------------- | ----- | ------- | ----- | --------- | ------- |
| Ryzen Embedded  | V2748           | 7 nm FinFET | 8 / 16         | 2,9            | 4,25           | 512 KB (pro Kern) | 8 MB  | FP8    | 3.0  | 20    | Radeon Graphics | 7     | 1,6 GHz | 64 GB | DDR4–3200 | 35–54 W |
| Ryzen Embedded  | V2718           | 7 nm FinFET | 8 / 16         | 1,7            | 4,15           | 512 KB (pro Kern) | 8 MB  | FP8    | 3.0  | 20    | Radeon Graphics | 7     | 1,6 GHz | 64 GB | DDR4–3200 | 10–25 W |
| Ryzen Embedded  | V2546           | 7 nm FinFET | 6 / 12         | 3,0            | 3,95           | 512 KB (pro Kern) | 8 MB  | FP8    | 3.0  | 20    | Radeon Graphics | 6     | 1,5 GHz | 64 GB | DDR4–3200 | 35–54 W |
| Ryzen Embedded  | V2516           | 7 nm FinFET | 6 / 12         | 2,1            | 3,95           | 512 KB (pro Kern) | 8 MB  | FP8    | 3.0  | 20    | Radeon Graphics | 6     | 1,5 GHz | 64 GB | DDR4–3200 | 10–25 W |